# Snowpiercer (televisieserie)
Snowpiercer is een Amerikaanse post-apocalyptische dramaserie die op 17 mei 2020 in première ging op TNT. De dramaserie is gebaseerd op zowel de gelijknamige Zuid-Koreaans-Tsjechische film uit 2013, geregisseerd door Bong Joon-ho als de Franse striproman De ijstrein (Le Transperceneige)  uit 1982, waarvan de film werd aangepast, door Jacques Lob, Benjamin Legrand en Jean-Marc Rochette. Op 25 mei 2020 verscheen Snowpiercer op Netflix.
Voordat de studio werd stilgelegd als gevolg van het uitbreken van de COVID-19-pandemie in de Verenigde Staten, was het grootste deel van de productie van het tweede seizoen voltooid. Het tweede seizoen ging in première op 25 januari 2021. In januari 2021, voorafgaand aan de première van het tweede seizoen, werd de serie verlengd voor een derde seizoen. In juli 2021 kondigde hoofdacteur Daveed Diggs op Instagram een vierde seizoen aan.

## Verhaal
Door de opwarming van het klimaat waren wetenschappers gedwongen een oplossing te zoeken die de aarde op sneltempo zou afkoelen. Hun oplossing eindigde echter catastrofaal en introduceerde een nieuwe ijstijd. Ingenieurs bouwden met behulp van rijken onder leiding van een man genaamd Wilford een trein van 1001 wagons die als Ark zou functioneren om de ijstijd te overleven. Deze trein werd onderverdeeld in 3 klassen, gaande van rijken die geen werk moeten verrichten tot armen die zich bij het vertrek van de trein nog aan boord worstelden. Spanningen lopen geleidelijk op door ongelijke behandeling en uitbuiting wat leidt tot het ontstaan van een klassenstrijd. 

## Rolverdeling

### Hoofdpersonages
- Jennifer Connelly als	Melanie Cavill
- Daveed Diggs als Andre Layton
- Mickey Sumner als	Bess Till
- Alison Wright als	Ruth Wardell
- Iddo Goldberg als	Bennett Knox
- Lena Hall als	Miss Audrey
- Sheila Vand als Zarah Ferami
- Aaron Glenane als	The Last Australian
- Kwasi Thomas als Z-Wreck
- Mike O'Malley als	Sam Roche
- Karin Konoval als	Dr. Pelton
- Miranda Edwards als Lights
- Steven Ogg als Pike
- Annalise Basso als LJ Folger
- Emma Oliver als Winnie
- Sam Otto als John Osweiller
- Rowan Blanchard als Alexandra Cavill
- Sean Bean als	Joseph Wilford
- Susan Park als Jinju Seong
- Manoj Sood als Rajiv Sharma
- Ian Collins als Tristan

### Terugkerende personages
- Michel Issa Rubio als	Santiago
- Andrea Ware als Jackboot Tyson
- Aleks Paunovic als Breachman Boscovic
- Jaylin Fletcher als Miles
- Happy Anderson als Dr. Henry Klimpt
- Kerry O'Malley als Lilah Folger
- Timothy V. Murphy als	Commander Grey
- Renée Victor als Mama Grandé
- Vincent Gale als Robert Folger
- Jonathan Walker als Big John
- Shaun Toub als Terence
- Chelsea Harris als Sykes

## Seizoenen
| Seizoen | Seizoen | Afleveringen | Originele uitzenddatum | Originele uitzenddatum |
| Seizoen | Seizoen | Afleveringen | Eerste uitzending      | Laatste uitzending     |
| ------- | ------- | ------------ | ---------------------- | ---------------------- |
|         | 1       | 10           | 17 mei 2020            | 12 juli 2020           |
|         | 2       | 10           | 25 januari 2021        | 29 maart 2021          |
|         | 3       | 10           | 24 januari 2022        | 28 maart 2022          |
|         | 4       | 10           | 21 juli 2024           | 22 september 2024      |